# Liste des ministres prussiens de l'Éducation
Liste des ministres prussiens de l'Éducation.
De 1762 jusqu'aux réformes de 1810/12, le ministre prussien de l'Éducation portait le titre de ministre de la justice ; voir Liste des ministres prussiens de la Justice.
| Nom de famille                                                                         | Prise de fonction | Démission | |
| -------------------------------------------------------------------------------------- | ----------------- | --------- | --- |
| Karl vom Stein zum Altenstein                                                          | 1817              | 1838      | Karl vom Stein à Altenstein · Johann Albrecht Friedrich von Eichhorn · Moritz August von Bethmann-Hollweg · Adalbert Falk · Ludwig Holle · membre du parlement des etats unis · Adam et August von Trott zu Solz · Adolph Hoffmann |
| Adalbert von Ladenberg (de)                                                            | 1840              | 1840      | Karl vom Stein à Altenstein · Johann Albrecht Friedrich von Eichhorn · Moritz August von Bethmann-Hollweg · Adalbert Falk · Ludwig Holle · membre du parlement des etats unis · Adam et August von Trott zu Solz · Adolph Hoffmann |
| Friedrich Eichhorn                                                                     | 1840              | 1848      | Karl vom Stein à Altenstein · Johann Albrecht Friedrich von Eichhorn · Moritz August von Bethmann-Hollweg · Adalbert Falk · Ludwig Holle · membre du parlement des etats unis · Adam et August von Trott zu Solz · Adolph Hoffmann |
| Maximilian von Schwerin-Putzar                                                         | 1848              | 1848      | Karl vom Stein à Altenstein · Johann Albrecht Friedrich von Eichhorn · Moritz August von Bethmann-Hollweg · Adalbert Falk · Ludwig Holle · membre du parlement des etats unis · Adam et August von Trott zu Solz · Adolph Hoffmann |
| Karl Rodbertus                                                                         | 1848              | 1848      | Karl vom Stein à Altenstein · Johann Albrecht Friedrich von Eichhorn · Moritz August von Bethmann-Hollweg · Adalbert Falk · Ludwig Holle · membre du parlement des etats unis · Adam et August von Trott zu Solz · Adolph Hoffmann |
| Adalbert von Ladenberg (de)                                                            | 1848              | 1850      | Karl vom Stein à Altenstein · Johann Albrecht Friedrich von Eichhorn · Moritz August von Bethmann-Hollweg · Adalbert Falk · Ludwig Holle · membre du parlement des etats unis · Adam et August von Trott zu Solz · Adolph Hoffmann |
| Karl Otto von Raumer                                                                   | 1850              | 1858      | Karl vom Stein à Altenstein · Johann Albrecht Friedrich von Eichhorn · Moritz August von Bethmann-Hollweg · Adalbert Falk · Ludwig Holle · membre du parlement des etats unis · Adam et August von Trott zu Solz · Adolph Hoffmann |
| Moritz August von Bethmann-Hollweg                                                     | 1858              | 1862      | Karl vom Stein à Altenstein · Johann Albrecht Friedrich von Eichhorn · Moritz August von Bethmann-Hollweg · Adalbert Falk · Ludwig Holle · membre du parlement des etats unis · Adam et August von Trott zu Solz · Adolph Hoffmann |
| Heinrich von Mühler                                                                    | 1862              | 1872      | Karl vom Stein à Altenstein · Johann Albrecht Friedrich von Eichhorn · Moritz August von Bethmann-Hollweg · Adalbert Falk · Ludwig Holle · membre du parlement des etats unis · Adam et August von Trott zu Solz · Adolph Hoffmann |
| Adalbert Falk                                                                          | 1872              | 1879      | Karl vom Stein à Altenstein · Johann Albrecht Friedrich von Eichhorn · Moritz August von Bethmann-Hollweg · Adalbert Falk · Ludwig Holle · membre du parlement des etats unis · Adam et August von Trott zu Solz · Adolph Hoffmann |
| Robert von Puttkamer                                                                   | 1879              | 1881      | Karl vom Stein à Altenstein · Johann Albrecht Friedrich von Eichhorn · Moritz August von Bethmann-Hollweg · Adalbert Falk · Ludwig Holle · membre du parlement des etats unis · Adam et August von Trott zu Solz · Adolph Hoffmann |
| Gustav von Goßler                                                                      | 1881              | 1891      | Karl vom Stein à Altenstein · Johann Albrecht Friedrich von Eichhorn · Moritz August von Bethmann-Hollweg · Adalbert Falk · Ludwig Holle · membre du parlement des etats unis · Adam et August von Trott zu Solz · Adolph Hoffmann |
| Robert von Zedlitz-Trützschler                                                         | 1891              | 1892      | Karl vom Stein à Altenstein · Johann Albrecht Friedrich von Eichhorn · Moritz August von Bethmann-Hollweg · Adalbert Falk · Ludwig Holle · membre du parlement des etats unis · Adam et August von Trott zu Solz · Adolph Hoffmann |
| Robert Bosse                                                                           | 1892              | 1899      | Karl vom Stein à Altenstein · Johann Albrecht Friedrich von Eichhorn · Moritz August von Bethmann-Hollweg · Adalbert Falk · Ludwig Holle · membre du parlement des etats unis · Adam et August von Trott zu Solz · Adolph Hoffmann |
| Conrad von Studt                                                                       | 1899              | 1907      | Karl vom Stein à Altenstein · Johann Albrecht Friedrich von Eichhorn · Moritz August von Bethmann-Hollweg · Adalbert Falk · Ludwig Holle · membre du parlement des etats unis · Adam et August von Trott zu Solz · Adolph Hoffmann |
| Ludwig Holle (de)                                                                      | 1907              | 1909      | Karl vom Stein à Altenstein · Johann Albrecht Friedrich von Eichhorn · Moritz August von Bethmann-Hollweg · Adalbert Falk · Ludwig Holle · membre du parlement des etats unis · Adam et August von Trott zu Solz · Adolph Hoffmann |
| August von Trott zu Solz                                                               | 1909              | 1917      | Karl vom Stein à Altenstein · Johann Albrecht Friedrich von Eichhorn · Moritz August von Bethmann-Hollweg · Adalbert Falk · Ludwig Holle · membre du parlement des etats unis · Adam et August von Trott zu Solz · Adolph Hoffmann |
| Friedrich Schmidt-Ott                                                                  | 1917              | 1918      | Karl vom Stein à Altenstein · Johann Albrecht Friedrich von Eichhorn · Moritz August von Bethmann-Hollweg · Adalbert Falk · Ludwig Holle · membre du parlement des etats unis · Adam et August von Trott zu Solz · Adolph Hoffmann |
| Adolph Hoffmann                                                                        | 1918              | 1919      | Karl vom Stein à Altenstein · Johann Albrecht Friedrich von Eichhorn · Moritz August von Bethmann-Hollweg · Adalbert Falk · Ludwig Holle · membre du parlement des etats unis · Adam et August von Trott zu Solz · Adolph Hoffmann |
| Konrad Haenisch                                                                        | 1919              | 1921      | Karl vom Stein à Altenstein · Johann Albrecht Friedrich von Eichhorn · Moritz August von Bethmann-Hollweg · Adalbert Falk · Ludwig Holle · membre du parlement des etats unis · Adam et August von Trott zu Solz · Adolph Hoffmann |
| Carl Heinrich Becker                                                                   | 1921              | 1921      | Karl vom Stein à Altenstein · Johann Albrecht Friedrich von Eichhorn · Moritz August von Bethmann-Hollweg · Adalbert Falk · Ludwig Holle · membre du parlement des etats unis · Adam et August von Trott zu Solz · Adolph Hoffmann |
| Otto Boelitz                                                                           | 1921              | 1925      | Karl vom Stein à Altenstein · Johann Albrecht Friedrich von Eichhorn · Moritz August von Bethmann-Hollweg · Adalbert Falk · Ludwig Holle · membre du parlement des etats unis · Adam et August von Trott zu Solz · Adolph Hoffmann |
| Carl Heinrich Becker                                                                   | 1925              | 1930      | Karl vom Stein à Altenstein · Johann Albrecht Friedrich von Eichhorn · Moritz August von Bethmann-Hollweg · Adalbert Falk · Ludwig Holle · membre du parlement des etats unis · Adam et August von Trott zu Solz · Adolph Hoffmann |
| Adolf Grimme                                                                           | 1930              | 1932      | Karl vom Stein à Altenstein · Johann Albrecht Friedrich von Eichhorn · Moritz August von Bethmann-Hollweg · Adalbert Falk · Ludwig Holle · membre du parlement des etats unis · Adam et August von Trott zu Solz · Adolph Hoffmann |
| Aloys Lammers (de) (en tant que commissaire du Reich du 21 juillet au 10 octobre 1932) | 1932              | 1932      | Karl vom Stein à Altenstein · Johann Albrecht Friedrich von Eichhorn · Moritz August von Bethmann-Hollweg · Adalbert Falk · Ludwig Holle · membre du parlement des etats unis · Adam et August von Trott zu Solz · Adolph Hoffmann |
| Wilhelm Kähler (de) (en tant que commissaire d'État après le « coup de Prusse »)       | 1932              | 1933      | Karl vom Stein à Altenstein · Johann Albrecht Friedrich von Eichhorn · Moritz August von Bethmann-Hollweg · Adalbert Falk · Ludwig Holle · membre du parlement des etats unis · Adam et August von Trott zu Solz · Adolph Hoffmann |
| Bernhard Rust (depuis 1934 également ministre de l'Éducation du Reich)                 | 1933              | 1945      | Karl vom Stein à Altenstein · Johann Albrecht Friedrich von Eichhorn · Moritz August von Bethmann-Hollweg · Adalbert Falk · Ludwig Holle · membre du parlement des etats unis · Adam et August von Trott zu Solz · Adolph Hoffmann |